# Скорых, Сергей Александрович
Серге́й Алекса́ндрович Ско́рых (род. 25 мая 1984, Петропавловск) — казахстанский футболист, полузащитник казахстанского клуба «Елимай». Выступал за сборную Казахстана.

## Карьера

### Клубная
Воспитанник петропавловского футбола. В основном составе местного клуба «Есиль-Богатырь» дебютировал 11 октября 2001 года в матче против шымкентского «Достыка» (5-0), выйдя на замену на 70-й минуте. Спустя три дня 17-летний Скорых забил свой первый гол в игре против кызылординского «Кайсара» (2-0). Провёл всего три игры в чемпионате, но забил гол. И завоевал с командой бронзовые медали чемпионата Казахстана. В следующем сезоне стал основным игроком клуба, провёл 31 игру и забил 4 гола. Сначала играл под нападающими, ближе к атаке, но постепенно опустился вглубь поля и стал опорным полузащитником. Тогда тренером команды, три года подряд бравшей медали, был 40-летний Дмитрий Огай. Но он ушёл в павлодарский «Иртыш» и сделал клуб в 2002 году чемпионом.
В 2003 году Сергей перешёл к нему в «Иртыш» и вместе с клубом стал чемпионом Казахстана, а в сезоне 2004 года завоевал серебряные медали. Но в 2005 году Огай ушёл в костанайский «Тобол» и сделал его вице-чемпионом страны.
В 2006 году к нему снова перешёл Скорых и «Тобол» в том сезоне выиграл бронзовые медали, а в 2007 году снова стал вице-чемпионом, одержал победу в Кубке Интертото и Кубке Казахстана. Тогда и возникла удачная связка Балтиев-Скорых-Жумаскалиев. В сезоне 2008 года опять серебро, но в 2009 году остались на 4 месте и Огай уехал поработать в Россию.
А Сергей Скорых перешёл в карагандинский «Шахтёр». Сыграл 20 игр, забил гол, но команда заняла лишь 6 место, тогда как «Тобол» наконец стал чемпионом.
С января 2011 года Скорых защищал цвета талдыкорганского «Жетысу». В сезоне 2012 года узбек Улугбек Бакаев стал лучшим бомбардиром чемпионата (18 голов) и клуб неожиданно завоевал серебряные медали.
Во время летнего трансферного окна 2013 года Сергей перешёл в футбольный клуб «Тараз».
В 2015 году перешёл в кызылординский «Кайсар», которым руководил Дмитрий Огай, но на этот раз взаимопонимания игрока и тренера на получилось, Скорых сыграл всего 7 игр и после первого круга вернулся в карагандинский «Шахтёр». Но отыграл только одну игру с «Таразом».
В сезонах 2016 и 2017 года провёл за «Шахтёр» 50 игр и забил два гола. Но также установил курьёзный рекорд чемпионата 2017, будучи капитаном команды, забил три автогола в свои ворота в трёх апрельских турах с «Астаной», «Атырау» и «Тоболом».
В январе 2018 года вернулся в свой родной клуб петропавловский «Кызыл-Жар СК».

### Сборная
Дебютировал за национальную сборную Казахстана под руководством Леонида Пахомова в двух товарищеских встречах на выезде против сборной Фарерских островов 27 и 29 апреля 2003 года. Затем только в 2007 году его привлёк в сборную голландский специалист Арно Пайперс на матчи отборочного турнира ЧЕ-2008 и в 2008 году на матчи отборочного турнира ЧМ-2010. Последний раз выступил за сборную чеха Мирослава Беранека 9 февраля 2011 года в товарищеском матче против сборной Беларуси в турецкой Анталье. Всего же на счету Сергея 27 матчей за первую сборную страны.

## Достижения
«Есиль-Богатырь»
- Бронзовый призёр чемпионата Казахстана 2001

«Иртыш»
- Чемпион Казахстана: 2003
- Серебряный призёр чемпионата Казахстана: 2004

«Тобол»
- Бронзовый призёр чемпионата Казахстана 2006
- Серебряный призёр чемпионата Казахстана 2007, 2008
- Обладатель Кубка Казахстана: 2007
- Победитель Кубка Интертото: 2007

«Жетысу»
- Серебряный призёр чемпионата Казахстана 2011